# Zach Edey
Zachry Cheyne "Zach" Edey (Toronto, Ontario; 14 de mayo de 2002) es un baloncestista canadiense que pertenece a la plantilla de los Memphis Grizzlies de la NBA. Con 2,24 metros de estatura, juega en la posición de pívot.

## Trayectoria deportiva

### Universidad
Jugó tres temporadas con los Boilermakers de la Universidad de Purdue, en las que promedió 15,5 puntos, 8,6 rebotes, 1,5 tapones y 1,1 asistencias por partido. En su primera temporada en Purdue fue tallado en 2,24 metros, lo que le convería en el jugador más alto de la historia de la Big Ten Conference. Ese primer año promedió 8,7 puntos, 4,4 rebotes y 1,1 tapones en 14 minutos por partido, lo que le valió para ser incluido en el mejor quinteto de novatos de la conferencia.
Al comienzo de su segundo año, Edey asumió un lugar en el quinteto titular del equipo. Terminó promediando 14,4 puntos, 7,7 rebotes, 1,1 asistencias y 1,2 tapones en solo 19 minutos por partido. Al término de la temporada fue incluido en el segundo mejor quinteto de la Big Ten.
El 17 de diciembre de 2022, Edey se convirtió en el jugador número 55 en la historia de Purdue en alcanzar los 1000 puntos en su carrera, y en el jugador número 11 en alcanzar los 100 tapones. Al término de la temporada recibió varios galardones, entre ellos el de Jugador del Año de la Big Ten, el Trofeo Oscar Robertson, el Premio Kareem Abdul-Jabbar y el Premio Sporting News al Baloncestista Universitario del Año. También fue incluido en el primer equipo consensuado All-American.
Ya en su temporada sénior, el 5 de enero de 2024 se convirtió en el segundo jugador en la historia de Purdue en alcanzar los 1000 rebotes en su carrera, tras Joe Barry Carroll. El 28 de enero anotó 26 puntos en una victoria contra Rutgers para superar los 2000 puntos en su carrera universitaria, lo que lo convirtió en el sexto jugador en la historia de la Big Ten Conference en alcanzar los 2000 puntos y 1000 rebotes. Esa temporada llevó a los Boilermakers a la Final de la NCAA en la que cayeron ante los UConn Huskies, en un partido en el que consiguió 37 de los 60 puntos de su equipo, y 10 rebotes.

#### Estadísticas
| Año     | Equipo | PJ  | PT  | MPP  | %TC  | %3P  | %TL  | RPP  | APP | ROB | TPP | PPP  |
| ------- | ------ | --- | --- | ---- | ---- | ---- | ---- | ---- | --- | --- | --- | ---- |
| 2020–21 | Purdue | 28  | 2   | 14.7 | .597 | –    | .714 | 4.4  | .4  | .1  | 1.1 | 8.7  |
| 2021–22 | Purdue | 37  | 33  | 19.0 | .648 | –    | .649 | 7.7  | 1.2 | .2  | 1.2 | 14.4 |
| 2022–23 | Purdue | 34  | 34  | 31.7 | .607 | –    | .734 | 12.9 | 1.5 | .2  | 2.1 | 22.3 |
| 2023–24 | Purdue | 37  | 37  | 31.6 | .624 | .500 | .710 | 12.2 | 2.0 | .3  | 2.2 | 25.0 |
| Total   | Total  | 136 | 106 | 24.7 | .621 | .500 | .705 | 9.6  | 1.3 | .2  | 1.7 | 18.1 |

### Selección nacional
Edey representó a Canadá en el Campeonato Mundial de Baloncesto Sub-19 de 2021 en Letonia. Promedió 15,1 puntos, 14,1 rebotes, el máximo del torneo, y 2,3 tapones por partido, lo que llevó a su equipo a la medalla de bronce y fue incluido en el quinteto ideal del torneo.
El 24 de mayo de 2022 acordó un compromiso de tres años para jugar con la selección nacional absoluta de Canadá.
Durante agosto y septiembre de 2023 fue integrante de la selección de Canadá que participó en el Mundial de 2023 celebrado en Asia, y que consiguió el bronce, tras vencer a Estados Unidos en la final de consolación.

### Profesional
Fue elegido en el puesto número nueve, de la primera ronda, del Draft de la NBA de 2024 por Memphis Grizzlies, franquicia con la que firmó su primer contrato profesional el 6 de julio. El 23 de octubre hizo su debut en la NBA ante Utah Jazz, anotando cinco puntos y capturando cinco rebotes en 15 minutos jugados, donde además fue eliminado por faltas. Se convirtió en el primer novato en la historia de la NBA en ser eliminado por faltas en 15 minutos o menos en su partido de debut. El 5 de abril de 2025, ante Detroit Pistons, capturó 21 rebotes, siendo récord en la franquicia de los Grizzlies para un novato (superando los 19 de Bryant Reeves en 1996) y siendo la mejor marca de la temporada para un rookie.

## Estadísticas de su carrera en la NBA

### Temporada regular
| Año     | Equipo  | PJ | PT | MPP  | %TC  | %3P  | %TL  | RPP | APP | ROB | TPP | PPP |
| ------- | ------- | -- | -- | ---- | ---- | ---- | ---- | --- | --- | --- | --- | --- |
| 2024-25 | Memphis | 66 | 55 | 21.5 | .580 | .346 | .709 | 8.3 | 1.0 | .5  | 1.3 | 9.2 |
| Total   | Total   | 66 | 55 | 21.5 | .580 | .346 | .709 | 8.3 | 1.0 | .5  | 1.3 | 9.2 |

### Playoffs
| Año   | Equipo  | PJ | PT | MPP  | %TC  | %3P | %TL  | RPP | APP | ROB | TPP | PPP |
| ----- | ------- | -- | -- | ---- | ---- | --- | ---- | --- | --- | --- | --- | --- |
| 2025  | Memphis | 4  | 4  | 27.0 | .667 | –   | .714 | 7.8 | 1.8 | .0  | 2.5 | 6.3 |
| Total | Total   | 4  | 4  | 27.0 | .667 | –   | .714 | 7.8 | 1.8 | .0  | 2.5 | 6.3 |